# Baillestavy
Baillestavy (in catalano Vallestàvia) è un comune francese di 121 abitanti situato nel dipartimento dei Pirenei Orientali nella regione dell'Occitania.

## Geografia fisica

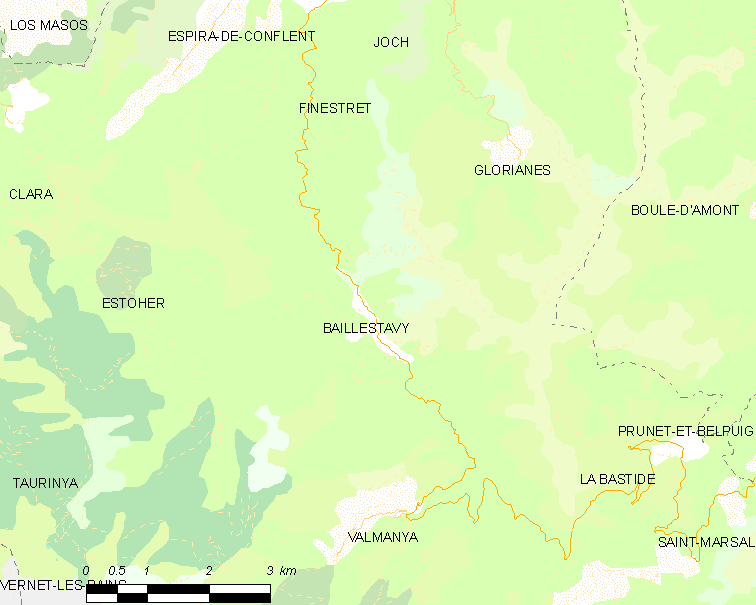
Situazione di Baillestavy

## Società

### Evoluzione demografica
Abitanti censiti

## Amministrazione

### Sindaci
| Nome              | Mandato     |
| ----------------- | ----------- |
| Joseph Carboneill | 1815 - ??   |
|                   |             |
| Jean Guerre       | 193? - 1959 |
| Remy Maler        | 1959 - 1971 |
| Alain Taurinya    | 1971 - 1989 |
| Claude Maynéris   | 1989 - 2001 |
| Jacques Taurinya  | 2001 -      |